# Merle Grimme
Merle Grimme (* in Lüneburg) ist eine deutsche Regisseurin, Drehbuchautorin und Produzentin.

## Biografie
Grimme studierte an der Universität Hildesheim und schloss ihre Ausbildung mit einem B.A. in Kulturwissenschaften und künstlerische Praxis (Film und Bewegtbild) ab. Von 2014 bis 2023 war sie Studentin an der HFF München für Dokumentarfilm und Fernsehpublizistik, wo sie 2023 ihren Diplomabschluss in Dokumentarfilmregie mit ihrem Diplomfilm Clashing Differences erlangte.
2020 gründete Grimme mit 10 weiteren Personen den Verein Connected Differences. Dieser Verein ist ein berufliches Netzwerk, welches zum Ziel hat, antidiskriminierende Arbeitsstrukturen im Hinblick auf Mehrfachdiskriminierung und Intersektionalität zu fördern und zu etablieren. Für ihr Engagement erhielt sie 2021 den Engagementpreis der Studienstiftung des deutschen Volkes und wurde außerdem für den Deutschen Engagementpreis nominiert. Im Zuge ihres Diplomstudiums hat Merle Grimme ein Konzept entwickelt, das Gleichberechtigung, Inklusion und Vielfalt in der Filmproduktion zentral stellt und sich für tiefgreifende Veränderungen der strukturellen Benachteiligungsmechanismen in der Filmindustrie einsetzt. Dieses Konzept wird auch als „antidiskriminierendes und inklusives Herstellungskonzept“ beschrieben.

### Filmische Tätigkeit
Grimmes Diplomfilm Clashing Differences gewann 2023 den Big Audience Award des First Steps – Der Deutsche Nachwuchspreis und den Preis in der Kategorie Förderpreis Neues Deutsches Kino – Bestes Drehbuch des Filmfests München. Der Film war außerdem 2024 für den BUNTE New Faces Award nominiert, in der Kategorie Bester Debütfilm. Er wurde bereits auf internationalen Filmfestivals gezeigt und war mehrfach in verschiedenen Kategorien nominiert. 2024 war er auf ARTE und als gleichnamige Mini-Serie im ZDF zu sehen.
2016 fungierte Grimme als Drehbuchautorin und Regisseurin des Kurzdokumentarfilms Regretting Motherhood, 2017 als Regisseurin und Filmeditorin des Kurzdokumentarfilms Der deutsche Kinderwunsch?, und 2024 als Regisseurin der TV-Serie Doppelhaushälfte, welche nach der Ausstrahlung auf ZDF Neo 2025 zum Netflix-Hit wurde.